# Otterup
Otterup é um município da Dinamarca, localizado na região central, no condado de Fiónia.